# Beat Saber
Beat Saber je hudebně-rytmická videohra pro virtuální realitu. Videohra byla oficiálně vydána českým studiem Beat Games 21. května 2019. Beat Saber vyvinuli slovenští developeři Ján Ilavský, Vladimír Hrinčár a Peter Hrinčár, přičemž prvotní skladby složil český skladatel Jaroslav Beck.
Hlavní úkolem ve videohře Beat Saber je trefit se pomocí barevných světelných mečů v rukou do přilétávajících barevných kostek dle určeného směru šipkou, a to vše v rytmu písně. V základní hře se nachází přes 40 skladeb, ke kterým lze dokoupit další, často od známých zpěváků či skupin, jako jsou Queen, Imagine Dragons, Billie Eilish či The Rolling Stones.
Hra byla prvně vydána 1. května 2018 do předběžného přístupu, přičemž plně byla vydána o rok později, 21. května 2019 pro Oculus VR, Windows a Playstation 4. Od vydání se stala videohra ikonou hraní ve virtuální realitě a jednou z nejúspěšnějších VR her.

## Hra
Základem videohry Beat Saber jsou dva barevné světelné meče, kterými hráč seká přilétávající barevné kostky ve směru, který určuje bílá šipka na kostkách a to vše v rytmu skladby.

### Mechanika

Zobrazení kostek v mřížce.

Přilétávající kostky jsou rozloženy na mřížce 4×3, která se skládá z 12 čtvercových polí – finální pozice kostky bude vždy v daném poli mřížky. Každá kostka může mít také svou rotaci z možných osmi směrů, kterou určuje bílá šipka na dané kostce, ale také nemusí; v tom případě je uprostřed na kostce zobrazeno bílé kolečko a hráč může seknout kostku z libovolného směru. Cílem je seknout kostku barevných mečem, který je stejné barvy jako kostka a správným směrem. Po seknutí kostky je kostka daným švihem zničena a je zobrazeno skóre, které je vypočítáno na základě úhlu seknutí a jeho délce – to je připočítáno do celkového skóre za celou skladbu. Zároveň se každým seknutím propočítává kvalita švihu a aktualizuje se druhé skóre tvořeno písmeny, které vyjadřuje, jak kvalitně hráč seče – od nejlepšího SS, přes S, A, až po nejhorší E. Pokud hráč kostku netrefí, nejsou udělovány záporné body, ale hráči se sníží život.
Ve hře se také nachází život. Na začátku každé skladby je pruh se životem z poloviny plný a plní se podle toho, jak hráč správně seká kostky. Pokud hráč udělá chybu – sekne notu nesprávným směrem nebo nesprávným mečem, narazí na minu nebo narazí do zdi – hodnota se v pruhu zmenší. Vyprázdní-li se pruh zcela, daný level končí a hráč prohrál.
Kromě kostek se někdy v mapě (označení pro hratelnou skladbu) objevují bomby, kterým se má hráč s meči vyhnout, a zdi kterým se má vyhnout hlavou. Pokud hráč rozsekne minu nebo projde zdí, sníží se mu život.
Od aktualizace 1.20, s příchodem OST 5, byly do hry přidány dva nové prvky – řetěz a oblouk (anglicky chain a arc). Řetěz je podobný klasickým kostkám, ale namísto toho, aby vývojáři museli umisťovat pro dlouhá seknutí více kostek za sebe, lze umístit jeden řetěz; ten se skládá z počínajícího článku, který má na sobě šipku (podobně jako kostky), za kterým následuje libovolný počet menších článků s tečkou. Oblouk je čára, která vychází z kostky a má za úkol ukázat hráči doporučenou cestu mečem. Řetěz zároveň slouží jako vizuální zobrazení rychlých či sekaných zvuků v skladbě a oblouk pro delší tóny či legata.
Celá skladba se odehrává v prostředí (environment). To obsahuje různé světelné efekty, siluety a tvary, které doplňují vizuální prvek skladby.

#### Body
Body slouží k ohodnocení hráče. Za seknutí kostky lze získat maximálně 115 bodů, přičemž tato celková hodnota se skládá ze tří metrik – úhlu před seknutím, blízkosti ke středu kostky a úhlu po seknutí. Za metriky spojené s úhly lze získat maximálně 50 za každou (dohromady 100) a zbylých 15 bodů se doplňuje za vzdálenost od středu kostky během seknutí. Aby hráč dosáhl maximálního možného ohodnocení z jednoho seknutí, je potřeba, aby měl před kostkou úhel 100 °, při průřezu byl nejblíže středu kostky, a měl 60° úhel po seknutí.
Ve hře se také nachází další faktor, který ovlivňuje výsledné skóre – násobitel skóre (anglicky multiplier). Na začátku každé skladby je násobitel skóre 1x (tj. skóre se nenásobí), avšak hraje-li hráč bez chyb, násobitel skóre se postupně zvětšuje až do maximální možné hodnoty 8x, kdy každé získané body ze seknutí jsou před připočtením do finálního skóre vynásobeny touto hodnotou.

### Herní módy

#### Obtížnosti a modifikace
Každá skladba obsahuje pět úrovní obtížnosti – Easy, Normal, Hard, Expert a Expert+, přičemž se úrovně většinou liší podle počtu kostek za sekundu (NPS). Každý stupeň obtížnosti má svoji tabulku nejlepších hráčů podle počtu bodů za odehrání skladby.
Modifikace upravují průběh skladby při jejím hraní a to negativně či pozitivně. Pozitivní modifikátory usnadňují průběh dané skladby, avšak odebírají určité procento bodů z finálního skóre. Mezi pozitivní modifikátory patří odstranění bomb, zdí, změna všech not s šipkou na noty s tečkou apod. Negativní modifikátory ztěžují hru, ale jako odměnu přidávají určité procento bodů k finálnímu obodování. Mezi negativní modifikátory patří zrychlení písně na 125 % nebo 150 %, Pro Mode, neviditelné kostky, mizející šipky atd.
S aktualizací v1.13.4 byl přidán speciální modifikátor Zen Mode, se kterým hráč neseká kostky, ale pouze poslouchá skladbu a dívá se na světelné efekty.

#### Singleplayer a multiplayer
Hra Beat Saber je rozdělena do čtyřech módů – singleplayer, multiplayer, Campaign, a Party. Singleplayer je hra pro jednoho hráče, jehož skóre se dává do globální tabulky, zatímco multiplayer je hra pro více hráčů, přičemž hráči v tomto módu soutěží mezi sebou. Část Campaign je určena pro procvičování a seznámení se s hrou – jedná se o tutoriál, ve kterém se stupňuje obtížnost. Poslední část Party je podobná multiplayeru, avšak Party je pouze lokální – každý uživatel si zadá při hraní vlastní přezdívku a porovnávají si mezi sebou skóre.

## Skladby
Hra Beat Saber je dodávána s oficiálními skladbami a extras balíčky, ale od počátku je rozšiřována o placené balíčky, které obsahují licencované písně a speciálními prostředí od různých umělců a nahrávacích společností.

### Základní
| Balíček                      | Počet skladeb | Umělci | Datum vydání       | Datum poslední aktualiazce |
| ---------------------------- | ------------- | --- | ------------------ | -------------------------- |
| Original Soundtrack Volume 1 | 10            | Jaroslav Beck, Kings & Folk, Sqeepo, Summer Haze, Crispin, Backchat, Tiny C                                       | 1. května 2018     |                            |
| Original Soundtrack Volume 2 | 5             | Jaroslav Beck, Boom Kitty, Sedliv, Mord Fustang, Megaphonix                                                       | 21. listopadu 2018 |                            |
| Extras                       | 9             | Virtual Self, KNOWER, David Binney, K/DA, Noisestorm, Jaroslav Beck, Camellia, Tokyo Machine, Boomkitty, Teminite | 19. července 2018  | 15. května 2025            |
| Original Soundtrack Volume 3 | 6             | Jaroslav Beck, Morgan Page, Pegboard Nerds, Slippy, Pixl, Boom Kitty                                              | 29. srpna 2019     |                            |
| Camellia                     | 6             | Camellia, KASAI HARCORES                                                                                          | 25. července 2019  | 29. ledna 2020             |
| Original Soundtrack Volume 4 | 4             | Jaroslav Beck, Camellia, Boom Kitty, Waylon Reavis                                                                | 18. března 2021    |                            |
| Original Soundtrack Volume 5 | 6             | Schwank, EEWK, Camellia, Tanger, The Living Tombstone, Jaroslav Beck, Meredith Bull                               | 8. března 2022     |                            |
| Original Soundtrack Volume 6 | 5             | Lindsey Stirling, Far Out, DragonForce, Camellia                                                                  | 5. prosince 2023   |                            |
| Original Soundtrack Volume 6 | 5             | Boom Kitty | 11. prosince 2023  |                            |
| Original Soundtrack Volume 7 | 5             | F.O.O.L, Camellia, Boom Kitty, Teminite, Lindsey Stirling, Nitro Fun                                              | 4. června 2024     |                            |

### Placené
| Balíček                    | Počet skladeb | Umělci | Datum vydání       | Datum poslední aktualiazce |
| -------------------------- | ------------- | --- | ------------------ | -------------------------- |
| Monstercat Vol.1           | 10            | Aero Chord, Pegboard Nerds, Tokyo Machine, Muzz, Charlotte Colley, RIOT, Rogue, Stonebank, EMEL, Kayzo, Tristam, Feint, Laura Brehm                                                                        | 14. března 2019    |                            |
| Imagine Dragons            | 12            | Imagine Dragons | 10. června 2019    | 28. února 2023             |
| Imagine Dragons            | 12            | JID | 28. února 2023     | 28. února 2023             |
| Panic! at the Disco        | 10            | Panic! at the Disco | 4. října 2019      | 30. března 2023            |
| Monstercat X Rocket League | 6             | Stephen Walking, Slushii, Tokyo Machine, Dion Timmer, Slushii, Dion Timmer | 7. listopadu 2019  |                            |
| Green Day                  | 6             | Green Day | 13. prosince 2019  |                            |
| Timbaland                  | 5             | Timbaland | 26. března 2020    |                            |
| Linkin Park                | 11            | Linkin Park | 17. srpna 2020     | 5. října 2023              |
| BTS                        | 12            | BTS | 12. listopadu 2020 |                            |
| Interscope Mixtape         | 7             | OneRepublic, Kendrick Lamar, The Pussycat Dolls, LMFAO, Lauren Bennett, GoonRock, Limp Bizkit, Maroon 5, Gwen Stefani, Akon                                                                                | 27. května 2021    |                            |
| Skrillex                   | 8             | Skrillex, Sirah, Starrah, Four Tet, Justin Bieber, Don Toliver, Wolfgang Gartner, Ragga Twins | 31. srpna 2021     |                            |
| Billie Eilish              | 10            | Billie Eilish | 21. září 2021      |                            |
| Lady Gaga                  | 10            | Lady Gaga | 9. prosince 2021   |                            |
| Fall Out Boy               | 8             | Fall Out Boy | 31. března 2022    |                            |
| Electronic Mixtape         | 10            | Rudimental, Pendulum, Madeon, Marshmello, Deadmau5, Zedd, Darude, Fatboy Slim, Bomfunk MC, Martin Garrix                                                                                                   | 5. května 2022     |                            |
| Lizzo                      | 9             | Lizzo | 6. října 2022      |                            |
| The Weeknd                 | 10            | The Weeknd, Kendrick Lamar | 8. listopadu 2022  | 29. červen 2023            |
| Rock Mixtape               | 8             | Steppenwolf, Survivor, Lynyrd Skynyrd, KISS, The White Stripes, Nirvana, Guns N' Roses, Foo Fighters | 13. prosince 2022  |                            |
| Queen                      | 11            | Queen | 24. května 2023    |                            |
| Linkin Park x Mike Shinoda | 8             | Mike Shinoda, Linkin Park, Kailee Morgue, Jay-Z, Fort Minor, Styles of Beyond | 5. října 2023      |                            |
| The Rolling Stones         | 11            | The Rolling Stones | 30. října 2023     |                            |
| Daft Punk                  | 10            | Daft Punk | 7. března 2024     |                            |
| Hip Hop Mixtape            | 9             | 2Pac, Nicki Minaj, Snoop Dogg, Eminem, OutKast, The Notorious B.I.G., Dr. Dre, Grandmaster Flash & The Furious Five, Pop Smoke                                                                             | 9. dubna 2024      |                            |
| Britney Spears             | 11            | Britney Spears | 8. října 2024      |                            |
| Monstercat Vol.2           | 12            | Teminite, Skybreak, Excision, Dion Timmer, Grant, Ellis, Bossfight, Nitro Fun, Dyro, Conro, F.O.O.L, Power Glove, Teddy Killerz, Pegboard Nerds, Tokyo Machine, Öwnboss, Selva, Sullivan King, Alan Walker | 12. listopadu 2024 |                            |
| Metallica                  | 17            | Metallica | 10. prosince 2024  |                            |

## Produkce

### Vývoj a vydání

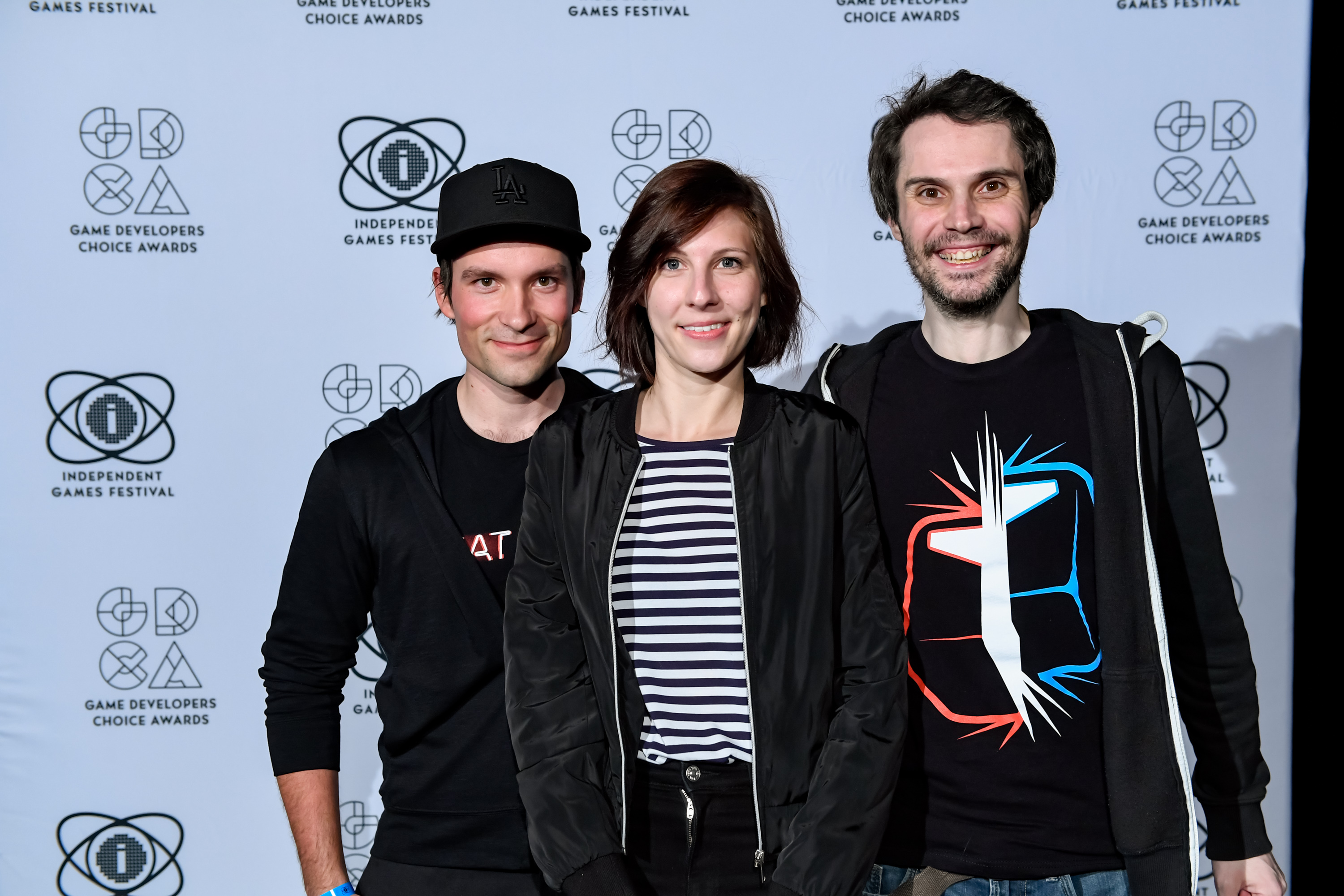
Jaroslav Beck, Michaela Dvořáková a Vladimír Hrinčár na GDCA 2019.

Videohra Beat Saber začala vznikat po dokončení titulu Chameleon Run od tehdejší společnosti Hyperbolic Magnetism (později přejmenována na Beat Games). První prototypy začal v roce 2016 vytvářet slovenský developer Ján Ilavský, přičemž po měsíci si přizval kamaráda Vladimíra Hrinčára. Po třech měsících vytvořili základní strukturu hry, která se podobá té dnešní a která byla také veřejně dostupná. V polovině roku 2017 se k dvojici přidal skladatel Jaroslav Beck, který po dohodě začal skládat oficiální soundtrack.
Po dvou letech vývoje byla hra 1. května 2018 vydána v předběžném přístupu. Za dva dny nasbírala více než 30 tisíc stažení, po měsíci vzrostlo číslo na 100 tisíc.
Hra se dostala v předběžném přístupu také a konzoli PlayStation 4 20. listopadu 2018 a stala se tak první českou hrou, která se prodávala v balíčku – byla předinstalovaná na daném zařízení. V březnu 2019 vydala společnost Beat Games svůj první placený balíček písní, který obsahoval 10 písní od vydavatelství elektronické hudby Monstercat. Hra Beat Saber byla oficiálně vydána na PC 21. května včetně editoru, ve kterém lze mapovat vlastní písně.

### Pokračování vývoje
V listopadu 2019 společnost Facebook (nyní Meta) koupila prostřednictvím Oculus Studios společnost Beat Games. Při tom společnost uvedla, že koupě neovlivní budoucí vývoj hry Beat Saber na VR platformách třetích stran kromě Oculusu; Beat Games bude nadále působit v Praze jako nezávislé studio, pod hlavičkou Oculus Studios.
Od oficiálního vydání se hra dostala na všechny hlavní platformy, na kterých lze hrát VR hry.
Hra také od vydání prvního placeného balíčku získala desítky dalších, včetně balíčků od celosvětově známých umělců a uskupení – Queen, Lady Gaga, The Rolling Stones, Green Day, Billie Eilish, Imagine Dragons a dalších. Kromě placených balíčků jsou nepravidelně vydávány také oficiální soundtracky OST.
V květnu 2023 oznámil jeden ze zakladatelů, Jaroslav Beck, že studio opouští. Po necelém roce odešli ze studia také zbývající dva zakladatelé Ilavský a Hrinčár, přičemž jmenovali dlouholetého kolegu Joshe „Freeek“ Joynese novým ředitelem.
S příchodem balíčku Hip Hop Mixtape v dubnu 2024 bylo přehodnoceno vydávání skladeb v jejích explicitní podobě. Do té doby byla všechna nevhodná slova v skladbách ztlumena, avšak s tímto balíčkem byly písničky ponechány v originálních verzích a bylo přidáno nastavení, které umožňuje přepnout explicitní písničky do podoby bez nevhodných slov.

## Ocenění
| Rok  | Ocenění                           | Kategorie                                | Výsledek  |
| ---- | --------------------------------- | ---------------------------------------- | --------- |
| 2018 | The Game Awards 2018              | Best VR/AR Game                          | nominace  |
| 2018 | Gamers' Choice Awards             | Fan Favorite VR Game                     | vítězství |
| 2018 | SXSW Gaming Awards                | VR Game of the Year                      | vítězství |
| 2018 | D.I.C.E. Awards                   | Immersive Reality Game of the Year       | vítězství |
| 2019 | SXSW Gaming Awards                | Excellence in Gameplay                   | nominace  |
| 2019 | SXSW Gaming Awards                | Most Promising New Intellectual Property | vítězství |
| 2019 | SXSW Gaming Awards                | Trending Game of the Year                | nominace  |
| 2019 | SXSW Gaming Awards                | VR Game of the Year                      | vítězství |
| 2019 | D.I.C.E. Awards                   | Immersive Reality Technical Achievement  | nominace  |
| 2019 | D.I.C.E. Awards                   | Immersive Reality Game of the Year       | vítězství |
| 2019 | Game Developers Choice Awards     | Best VR/AR Game                          | vítězství |
| 2019 | Game Developers Choice Awards     | Audience Award                           | vítězství |
| 2019 | 15th British Academy Games Awards | Best Debut Game                          | nominace  |
| 2019 | Golden Joystick Awards            | Best VR/AR Game                          | vítězství |
| 2019 | The Game Awards 2019              | Best VR/AR Game                          | vítězství |
| 2020 | Křišťálová lupa                   | Globální projekty českých tvůrců         | vítězství |